# 只有神知道的世界音樂作品
《God only knows～集成电路的梦旅人》是Oratorio The World God Only Knows的新专辑。

## 解說

### 《God only knows》
一部按神劇格式的音樂作品，分為6幕，全長8：08。曲風類似基督教和天主教的詩歌與聖歌(至第三幕後段最明顯)。
演唱：
- ELISA

作詞：西田惠美
作曲:
- 第一幕：M.C.E.
- 第二幕：前口 涉
- 第三幕：前口 涉、木村香真良
- 第四幕：柳田しゆ
- 第五幕：mixakissa、すみだしんや
- 終幕：前口 涉

編曲：
- 前口涉[1]

該曲在電視動畫《只有神知道的世界》作為主曲，在第11 和12集 中作為過插曲，其OP是截取第三幕開頭至1：29，後在《God only knows〜集積回路の夢旅人〜》中作為附加歌曲

## 收錄曲目
1. God only knows [8:08]
作詞：西田惠美，作曲：M.C.E.、前口涉、木村香真良、柳田しゆ、mixakissa、すみだしんや，編曲：前口涉
歌：ELISA
2. 集積回路の夢旅人 [1:52]
作詞：若木民喜，作曲：木村香具良、前口涉，編曲：前口涉
3. God only knows (Instrumental)
4. 集積回路の夢旅人 (Instrumental)
5. God only knows 第三幕（O.A. version） [1:30]
作詞：西田惠美，作曲：前口涉、木村香真良，編曲：前口涉
歌：ELISA

## 注譯
1. 1 2 3  CD附贈頁
2. ↑  16：25至18：45（不包含廣告時間）
3. ↑  5：27至9：35（不包含廣告時間）
4. ↑  第5首(Bouns Track)